# ایگور واسیلیف

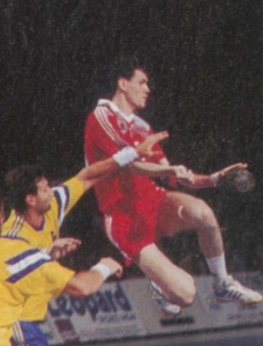
ایگور واسیلیف، بازیکن اسبق هندبال - ۱۹۹۲

ایگور واسیلیف (روسی: Игорь Владимирович Васильев) (زاده ۲۴ ژانویه ۱۹۶۴ - درگذشته ۲۶ مه ۲۰۲۳) بازیکن هندبال اهل شوروی بود.
از افتخارات وی میتوان به کسب مدال طلا به‌همراه تیم متحد در بازی‌های المپیک تابستانی ۱۹۹۲ اشاره کرد.